# ...حبيبي مرة أخرى (ألبوم)
...حبيبي مرة أخرى أو ...بيبي ون مور تايم (بالإنجليزية: Baby One More Time...) هو أول ألبوم إستديو للمغنية الأمريكية بريتني سبيرز. أصدرت شركة تسجيلات جايف الألبوم بتاريخ 12 يناير 1999. في يونيو 1997، بينما تفاوضت سبيرز مع مدير أعمالها في ذلك الوقت، لو بايرلمان، للإنضمام إلى مجموعة البوب النسائية إينوسينس، طلبت والدتها، لين سبيرز، من صديق العائلة ومحامي الترفيه، لاري رودولف، إبداء رأيه. أبدى رودولف اهتمامًا، وقرر إرسالها إلى شركات التسجيل. قدم رودولف شريطًا لبريتني تغني كاراوكي لأغنية لويتني هيوستن، جنبًا إلى جنب مع شريط تجريبي لأغنية غير مستخدمة من توني براكستون. كانت شركة تسجيلات جايف مهتمة، وأرسلت المغنية للعمل مع المنتج إيريك فوستر وايت. بعد سماع الشريط المُسجل، وقعت شركة جايف مع سبيرز على صفقة إنتاج عدة ألبومات لها.
سافرت سبيرز إلى السويد للعمل مع المنتجين ماكس مارتن، ورامي يعقوب، ودينيز بوب وآخرين. قدم مارتن أغنية بعنوان «أضربني حبيبي (مرة أخرى)» إلى سبيرز ولمدير أعمالها، والتي رفضتها مجموعة الفتيات تي إل سي. زعمت سبيرز لاحقًا أنها شعرت بالحماس عندما سمعتها وعرفت أنها ستحقق رقمًا قياسيًا. اكتمل ألبومها الأول في يونيو 1998، وأُصدرت الأغنية باسم «...حبيبي مرة أخرى» كأول أغنية لسبيرز في أكتوبر. نجحت الأغنية عالمياً، ودخلت قائمة أعلى الأغاني المنفردة مبيعاً في التاريخ، لبيعها أكثر من 15 مليون نسخة. كما كانت الأغنية الأعلي مبيعًا لعام 1999 في المملكة المتحدة.
أُعجب النقاد بالألبوم، واصفين سبيرز بأنها مادونا الجديدة. وصف النقاد سبيرز بأنها سخيفة وسابقة لأوانها. بأثر رجعي، تمت الإشادة بالألبوم لتأثيره على ثقافة البوب والترفيه للشابات. نجح الألبوم عالمياً، ودخل في قائمة أفضل خمسة ألبومات في عدة دول، وتصدر القوائم في الولايات المتحدة الأمريكية وكندا، حيث أحتل المرتبة الأولي في بيلبورد 200 ولائحة الألبومات الكندية. حصل الألبوم على شهادات عالمية، حيث أخذ 14 شهادة من رابطة صناعة التسجيلات الأمريكية (RIAA) لبيعه أكثر من 14 مليون نسخة في أمريكا، مع اعتراف نيلسون ساوند سكان ببيع 10.6 مليون نسخة من الألبوم. هذا الألبوم هو أنجح ألبوم لبريتني إلي الآن، لبيعه أكثر من ثلاثين مليون نسخة عالمياً، ليدخل هكذا قائمة أكثر الألبومات مبيعاً في التاريخ، وأكثر ألبوم مبيعاً في التاريخ لمغنية مراهقة.
أصدرت بريتني من الألبوم 4 أغاني منفردة أخري بجانب أغنية «...حبيبي مرة أخرى»، وروجت للألبوم بالإطلالات التلفزيونية، وبجولتها الأولى بعنوان جولة ...حبيبي مرة أخرى، وتابعت في جولتها الثانية جولة (أنت تجعلني) مجنونة. ترشحت بريتني بعدها لـجائزة غرامي كأفضل فنانة جديدة وأفضل أداء صوتي لمغنية بوب عن أدائها بأغنية «...حبيبي مرة أخرى» في حفل توزيع جوائز الغرامي الثاني والأربعين عام 2000.

## الخلفية والتطوير
في يونيو 1997، كانت سبيرز تتحدث مع المدير لو بايرلمان لتنضم إلى فرقة إينوسينس النسائية. سألت أم سبيرز صديق العائلة ورجل القانون لاري رودولف عن رأيه، وقدمت له شريط لسبيرز تغني أغنية لويتني هيوستن مع بعض الصور. قرر رودولف أن يرسلها لشركات الإنتاج، والتي تتطلب شريط غناء محترف، وأرسل لهم أغنية رفضتها توني براكستون تدربت عليها لأسبوع ثم سجلتها في الإستوديو مع مهندس صوتي. ذهبت سبيرز لنيويورك مع شريطها، وقابلت مدراء من أربع شركات إنتاج، وعادت إلى كينتوود في نفس اليوم. ثلاثة منهم رفضوها، قائلين أن الجماهير يريدون فرق بوب مثل باكستريت بويز وسبايس قيرلز، و«لن يكون هناك مادونا جديدة، أو ديبي غيبسون وتيفاني أخريات.» بعد أسبوعان، أعاد مدراء من شركة جايف الإتصال برودولف. قال النائب الأول لرئيس نقابة الفنانين «جيف فينستر»: «من النادر أن نسمع شخصاً بهذا العمر أن يوصل محتوى بإحساس ويكون لديه قبول إعلامي (...).» لأي فنان، التحفيز مهم جداً، وقد ملكت بريتني التحفيز. نبهها المدراء أن تتعامل مع المنتج إيريك فوستر وايت لشهر، والذي شكل صوتها من «صوت منخفض» إلى «صوت واضح وخالِ من المشاكل.» سجلت سبيرز ثلاثة عشر أغنية مع وايت، منهم «وداع الخريف»، «راسل قلبي»، «من قاع قلبي المحطم»، «أنا فضولية جداً»، «أنا سأبقى أحبك»، «صودا بوب»، «التفكير بك»، «حصلت عليها كلها»، «حب الجرح بعيداً»، «دعني آخذك إلى هناك»، «لا شيء أقل من الحقيقة»، و«أتمنى سقوط نجمة». أيضاً أعادت سبيرز تسجيل أغنية شير وسوني بونو «ويستمر اللحن» المُسجلة في عام 1967. كان وايت مسؤولاً عن التسجيل الصوتي والإنتاج، في حين أن فرقة موسيقية إنجليزية تُدعي آول سينغ آي نفذت إنتاجاً إضافياً للأغاني.
بعد ما سمع الأغاني مدير الإنتاج كلايف كالدر طلب ألبوماً كاملاً. سافرت سبيرز إلى إستوديوهات شيرون في ستوكهولم، السويد، حيثما تم تسجيل نصف الألبوم في الفترة ما بين مارس - أبريل 1998 مع المنتجين ماكس مارتن، ودينيز بوب، ورامي يعقوب وآخرين. عرض مارتن على سبيرز وإدارتها أغنية بعنوان «إضربني حبيبي (مرة أخرى)» (هيت مي بيبي «ون مور تايم») التي كانت أساساً مكتوبة لفرقة الآر أند بي الأمريكية تي إل سي. ومع ذلك، تم رفض الأغنية. لاحقاً زعمت سبيرز أنها تحمست عندما سمعت الأغنية، وعرفت أنها ستكون ناجحة جداً. كشف مدير الشركة «ستيفن لونت»: «نحن في شركة جايف قلنا، هذا هراء وسخف»، ومع ذلك، بعض المدراء قلقوا من جملة «إضربني» (هيت مي)، فقد تحدث تغاضي عن العنف الأسري، ثم قرروا أن تكون «...حبيبي مرة أخرى» (Baby One More Time...). كشفت سبيرز «لم أسجل جيداً في أول يوم في الإستوديو، وشعرت ببعض القلق. فخرجت في تلك الليلة وإستمتعت قليلاً. في اليوم التالي كنت مرتاحة تماماً، وأخرجت كل ما عندي. عليك أن تكون مرتاحاً وأنت تغني «...حبيبي مرة أخرى»». في يونيو 1998، إنتهت سبيرز من تسجيل الألبوم، وأعلنت عن جولة دعائية للألبوم مُروجة بواسطة لوريال. صُدر ألبوم ...حبيبي مرة أخرى كألبوم سبيرز الأول بتاريخ 12 يناير 1999.

## الأداء التجاري

### في الولايات المتحدة
تصدر ألبوم ...حبيبي مرة أخرى قائمة أفضل 200 ألبوم بالبيلبورد، لبيعه أكثر من 121،000 نسخة في أسبوعه الأول في الولايات المتحدة، ليحل محل ألبوم دي إم إكس لحم جسدي، ودم دمي (1998). وكسرت سبيرز عدة أرقام قياسية بهذا الألبوم، فأصبحت أول مغنية أنثى جديدة يحتل ألبومها المركز الأول علي بيلبورد 200 وتحتل أغنيتها المركز الأول علي بيلبورد هوت 100 في نفس الوقت، وأول مغني جديد (ذكر أو أنثى) تملك أغنية تأخذ المركز الأول في نفس الأسبوع الذي يحتل ألبومها فيه المركز الأول، وأول مغنية أنثى جديدة يحتل كلا من ألبومها وأغنيتها الأوائل المركز الأول في نفس الوقت، وأصغر مغنية بتاريخ بيلبورد ليفعل كلا من ألبومها وأغنيتها المنفردة هذا. بعد ما إنخفضت مرتبة الألبوم عن المرتبة الأولى، عاد لها في أسبوعه الرابع بمجمل مبيعات يقارب 804،200 نسخة، وفقا لدي بيانات مبيعات نيلسون ساوند سكان، وباع في أسبوعه الخامس ما يقارب 229،000 نسخة، وإجمالي أكثر من 804،000 نسخة مباعة، ليصل إلي أعلي مبيعات الأسبوع.
بالمجمل، أخذ الألبوم المركز الأول لستة أسابيع غير متتالية، وباع ما يفوق المليون وثمانمئة ألف نسخة بعد شهرين من صدوره في الولايات المتحدة. في أسبوعه السابع والأربعين بقائمة البيلبورد، بقي الألبوم بقوة في المركز الثالث بمجمل مبيعات ما يفوق العشر ملايين نسخة في الولايات المتحدة فقط. أخذ الألبوم لاحقاً شهادة ألماسية من رابطة صناعة التسجيلات الأمريكية، لتصبح سبيرز رسمياً أصغر مغنية تستلم هذة الجائزة، كاسرة لرقم قياسي سابق لـألانيس موريسيت، والتي كانت بعمر الـ21 عامًا عندما أصدرت ألبومها الحبة الصغيرة المتعرجة (1995). ...حبيبي مرة أخرى هو الألبوم الرابع عشر منذ عام 1991 الذي يبيع ما يفوق العشر ملايين في الولايات المتحدة، وأصبحت بريتني أعلى فنانة مبيعاً لعام 1999. بقي الألبوم لمدة 51 أسبوع في قائمة أفضل 10 ألبومات بالبيلبورد، ومجمل مئة وثلاث أسابيع في القائمة كاملة (200 ألبوم). كان الألبوم ثاني أكثر الألبومات مبيعًا في الولايات المتحدة، بعد ألبوم ميلينيوم لفرقة باكستريت بويز. وقد حل ألبوم ...حبيبي مرة أخرى في المرتبة الثالثة في نادي الموسيقى بي إم جي، في قائمة أفضل الألبومات مبيعًا على الإطلاق، حيث بيع 1.6 مليون وحدة، خلف ألبوم شانيا توين اقترب مني أكثر (1997).

### في عدد من دول العالم
تصدر ألبوم ...حبيبي مرة أخرى قائمة ألبومات كندا لائحة الألبومات الكندية، وبقي لمدة تسع أسابيع غير متتالية في المركز الأول. بتاريخ 12 ديسمبر 1999، أخذ الألبوم شهادة ألماسية بواسطة رابطة صناعة التسجيلات الكندية، لبيعه ما يفوق المليون نسخة. قضى الألبوم أسبوعان في المركز الثاني بقائمة أفضل 100 ألبوم في أوروبا، لبيعه ما يفوق الأربعة ملايين نسخة في القارة، ليأخذ 4 شهادات بلاتينيوم من قبل الاتحاد الدولي للصناعة الفونوغرافية. أخذ الألبوم المركز الثاني في المملكة المتحدة من خلال لائحة ألبومات المملكة المتحدة، والرابع في فرنسا من خلال لائحة الألبومات الفرنسية. وأخذ ثلاثة شهادات بلاتينيوم من قبل الصناعة البريطانية الفونوغرافية، وشهادتان من قبل النقابة الوطنية للنشر الفونوغرافي في فرنسا، وثلاث شهادات ذهبية في ألمانيا من خلال الاتحاد الدولي لصناعة التسجيلات الصوتية. وأخذ عشر شهادات بلاتينيوم من الجمعية البولندية لصناعة الفونوغرافيا. ظهر الألبوم لأول مرة في المركز التاسع في قائمة ألبومات أستراليا أريا تشارتس في مايو 1999، ووصل المركز الثاني بعد تسع أسابيع، ليصبح خلف ألبوم الموسيقى التصويرية لداوسون كريك. أصبح الألبوم سابع أعلى الألبومات مبيعاً لعام 1999 في الدولة، وأخذ أربع شهادات بلاتينيوم بواسطة رابطة صناعة التسجيلات الأسترالية في العام التالي بعد شحن 280،000 نسخة لتجار التجزئة. وظهر لأول مرة في المركز الثالث بقائمة أفضل ألبومات نيوزيلندا ريكورديد ميوزك إن زيت، ليصبح خلف ألبوم شانيا توين اقترب مني أكثر (1997) وألبوم فرقة ذا كورس تحدث في الزوايا (1997). وأخذ لاحقاً ثلاث شهادات بلاتينيوم في الدولة بواسطة رابطة صناعة التسجيلات النيوزيلندية. كان ألبوم ...حبيبي مرة أخرى هو أكثر ألبوم لأنثي مبيعًا لعام 1999، حيث بيع 17 مليون نسخة بنهاية عام 1999.

## قائمة المسارات
| 1.            | "...حبيبي مرة أخرى (...Baby One More Time)"                           | 3:30  |       |       |       |       |       |       |       |       |       |
| 2.            | "(أنت تجعلني) مجنونة (You Drive Me) Crazy))"                          | 3:17  |       |       |       |       |       |       |       |       |       |
| 3.            | "أحيانا (Sometimes)"                                                  | 4:05  |       |       |       |       |       |       |       |       |       |
| 4.            | "صودا بوب (Soda Pop)" (بمشاركة ميكي باسي)                             | 3:20  |       |       |       |       |       |       |       |       |       |
| 5.            | "ولدت لأسعدك (Born to Make You Happy)"                                | 4:03  |       |       |       |       |       |       |       |       |       |
| 6.            | "من قاع قلبي المحطم (From the Bottom Of My Broken Heart)"             | 5:11  |       |       |       |       |       |       |       |       |       |
| 7.            | "سأكون هناك (I Will Be There)"                                        | 3:53  |       |       |       |       |       |       |       |       |       |
| 8.            | "سأبقى أحبك (I Will Still Love You)" (دويتو غنائي مع دون فيليب)       | 4:02  |       |       |       |       |       |       |       |       |       |
| 9.            | "التفكير بك (Thinkin' About You)"                                     | 3:35  |       |       |       |       |       |       |       |       |       |
| 10.           | "راسل قلبي (E-Mail My Heart)"                                         | 3:41  |       |       |       |       |       |       |       |       |       |
| 11.           | "ويستمر اللحن (The Beat Goes On)" (إعادة تسجيل لأغنية شير وسوني بونو) | 3:43  |       |       |       |       |       |       |       |       |       |
| المدة الكلية: | المدة الكلية:                                                         | 42:40 | 42:40 | 42:40 | 42:40 | 42:40 | 42:40 | 42:40 | 42:40 | 42:40 | 42:40 |

| 9.            | "عميق في قلبي (Deep In My Heart)" | 3:34  |       |       |       |       |       |       |       |       |       |
| 10.           | "التفكير بك (Thinkin' About You)" | 3:35  |       |       |       |       |       |       |       |       |       |
| 11.           | "راسل قلبي (E-Mail My Heart)"     | 3:41  |       |       |       |       |       |       |       |       |       |
| 12.           | "ويستمر اللحن (The Beat Goes On)" | 3:43  |       |       |       |       |       |       |       |       |       |
| المدة الكلية: | المدة الكلية:                     | 46:18 | 46:18 | 46:18 | 46:18 | 46:18 | 46:18 | 46:18 | 46:18 | 46:18 | 46:18 |

| 13.           | "أنا لن أتوقف عن حبك (I'll Never Stop Loving You)"                              | 3:41  |       |       |       |       |       |       |       |       |       |
| 14.           | "...حبيبي مرة أخرى (Baby One More Time...)" (راديو ميكس دافيدسون أوسبينا مارتن) | 3:24  |       |       |       |       |       |       |       |       |       |
| المدة الكلية: | المدة الكلية:                                                                   | 53:23 | 53:23 | 53:23 | 53:23 | 53:23 | 53:23 | 53:23 | 53:23 | 53:23 | 53:23 |

| 13.           | "أنا لن أتوقف عن حبك (I'll Never Stop Loving You)"                          | 3:41  |       |       |       |       |       |       |       |       |       |
| 14.           | "وداع الخريف (Autumn Goodbye)"                                              | 3:40  |       |       |       |       |       |       |       |       |       |
| 15.           | "...حبيبي مرة أخرى (Baby One More Time...)" ((راديو ميكس دافيدسون أوسبينا)) | 3:24  |       |       |       |       |       |       |       |       |       |
| 16.           | "...حبيبي مرة أخرى (Baby One More Time...)" (راديو ميكس بوي ووندر)          | 3:27  |       |       |       |       |       |       |       |       |       |
| المدة الكلية: | المدة الكلية:                                                               | 60:39 | 60:39 | 60:39 | 60:39 | 60:39 | 60:39 | 60:39 | 60:39 | 60:39 | 60:39 |

| 1.            | "(أنت تجعلني) مجنونة (You Drive Me) Crazy))" (ريمكس ذا ستوب!)            | 3:16  |       |       |       |       |       |       |       |       |       |
| 2.            | "(أنت تجعلني) مجنونة (You Drive Me) Crazy))" (ميكس نادي سبيسدوست)        | 7:20  |       |       |       |       |       |       |       |       |       |
| 3.            | "أحياناً (Sometimes)" (ميكس سول سولوشن - ميد تيمبو)                       | 3:29  |       |       |       |       |       |       |       |       |       |
| 4.            | "...حبيبي مرة أخرى (...Baby One More Time)" (ميكس نادي دافيدسون أوسبينا) | 5:40  |       |       |       |       |       |       |       |       |       |
| 5.            | "أنا لن أتوقف عن حبك (I'll Never Stop Loving You)"                       | 3:41  |       |       |       |       |       |       |       |       |       |
| 6.            | "أنا فضولية جداً (I'm So Curious)"                                        | 3:35  |       |       |       |       |       |       |       |       |       |
| المدة الكلية: | المدة الكلية:                                                            | 27:01 | 27:01 | 27:01 | 27:01 | 27:01 | 27:01 | 27:01 | 27:01 | 27:01 | 27:01 |

| 1.            | "ولدت لأسعدك (Born to Make You Happy)" (تحرير إذاعي)                  | 3:35  |       |       |       |       |       |       |       |       |       |
| 2.            | "ولدت لأسعدك (...Baby One More Time)" (ريمكس إضافي)                   | 3:40  |       |       |       |       |       |       |       |       |       |
| 3.            | "(أنت تجعلني) مجنونة (You Drive Me) Crazy))" (ميكس هيب هوب لجازي جيم) | 3:40  |       |       |       |       |       |       |       |       |       |
| 4.            | "...حبيبي مرة أخرى (Baby One More Time...)" (رسالة جهاز الرد الآلي)   | 0:21  |       |       |       |       |       |       |       |       |       |
| المدة الكلية: | المدة الكلية:                                                         | 11:27 | 11:27 | 11:27 | 11:27 | 11:27 | 11:27 | 11:27 | 11:27 | 11:27 | 11:27 |

ملاحظات:
- في شمال أمريكا، صُدر الألبوم كقرص محسن مما يتيح الوصول إلى فيديوهات وصور إضافية يتم قراءتها بواسطة الكومبيوتر.
- في آخر الألبوم يوجد رسالة منطوقة مخفية بواسطة سبيرز بعد أغنية «ويستمر اللحن»، تشكر فيها معجبيها، وتروج لألبوم باك ستريت بويز القادم ميلينموم مع مقاطع صغيرة من الأغاني.

## تصنيفات الدول
| التصنيف (1999)                               | المركز |
| -------------------------------------------- | ------ |
| ألبومات أستراليا (أريا)                      | 2      |
| ألبومات النمسا (أو3 النمسا)                  | 1      |
| ألبومات بلجيكا (أولتراتوب فلاندر)            | 2      |
| ألبومات بلجيكا (أولتراتوب فالونيا)           | 2      |
| أفضل الألبومات/الأسطوانات الكندية (آر بي إم) | 1      |
| ألبومات الدنمارك (تراكليسن)                  | 7      |
| ألبومات هولندا (ميغا تشارتس)                 | 3      |
| ألبومات فنلندا (تسجيلات فنلندا الرئيسية)     | 11     |
| ألبومات فرنسا (SNEP)                         | 4      |
| ألبومات ألمانيا (توب 100 الرسمية)            | 1      |
| ألبومات هنغاريا (MAHASZ)                     | 4      |
| ألبومات إيطاليا (FIMI)                       | 8      |
| ألبومات اليابان (أوريكون)                    | 9      |
| ألبومات نيوزيلندا (RIANZ)                    | 3      |
| ألبومات النرويج (في جي ليستا)                | 5      |
| ألبومات إسبانيا (PROMUSICAE)                 | 2      |
| ألبومات السويد (سويرجتوبليستان)              | 10     |
| ألبومات سويسرا (هيت باراد سويسرا)            | 1      |
| ألبومات المملكة المتحدة (OCC)                | 2      |
| ألبومات الولايات المتحدة (بيلبورد 200)       | 1      |

| التصنيف (1999)                               | المركز |
| -------------------------------------------- | ------ |
| ألبومات أستراليا (أريا)                      | 7      |
| ألبومات النمسا (أو3 النمسا)                  | 4      |
| ألبومات بلجيكا (أولتراتوب فلاندر)            | 3      |
| ألبومات بلجيكا (أولتراتوب فالونيا)           | 4      |
| ألبومات ألمانيا (توب 100 الرسمية)            | 8      |
| أفضل الألبومات/الأسطوانات الكندية (آر بي إم) | 2      |
| ألبومات هولندا (ميغا تشارتس)                 | 11     |
| ألبومات فرنسا (SNEP)                         | 21     |
| ألبومات المملكة المتحدة (OCC)                | 14     |
| ألبومات الولايات المتحدة (بيلبورد 200)       | 2      |
| التصنيف (2000)                               | المركز |
| ألبومات ألمانيا (توب 100 الرسمية)            | 61     |

| التصنيف (1990-1999)                    | المركز |
| -------------------------------------- | ------ |
| ألبومات الولايات المتحدة (بيلبورد 200) | 29     |
| التصنيف (2000–2009)                    | المركز |
| ألبومات الولايات المتحدة (بيلبورد 200) | 81     |

| التصنيف                                | المركز |
| -------------------------------------- | ------ |
| ألبومات الولايات المتحدة (بيلبورد 200) | 41     |

## طاقم العمل
- بريتني سبيرز – مغنية رئيسية، مغنية مساعدة
- ميكي باسي – مغني ضيف
- أندرياس كارلسون – مغني مساعد
- نيكي جريجوروف – مغني مساعد
- نانا هيدن – مغنية مساعدة
- آندي هيس – صوت عميق
- توماس ليندبيرج – صوت عميق
- بير ماغنوسون – لوحات المفاتيح
- ماكس مارتن – لوحات المفاتيح، مغني مساعد
- أندرو ميكنتيلر – غيتار كهربائي
- دان بيتي – غيتار كهربائي، غيتار صوتي
- دوج بيتي – لوحات المفاتيح
- دون فيليب – مغني ضيف
- أليس سيمونز – مغنية مساعدة
- إيريك فوستر وايت – صوت عميق، غيتار كهربائي، لوحات المفاتيح

### التصميم
- ألبيرت سانشيز – تصوير فوتوغرافي
- جاكي مورفي – إخراج فني، تصميم
- ليزا بياردون – تصوير فوتوغرافي
- لاري بوساكا – تصوير فوتوغرافي
- تيموثي وايت – تصوير فوتوغرافي

### الإنتاج
- تشارليز مكروري – مهندس مساعد
- كريس تريفيت – مهندس صوت، دمج صوتي
- دانيال بوم – مهندس صوتي
- ديفيد كروجر – منتج
- ديان هونر – منتج
- دينيز بوب – منتج
- دي جي باروت – منتج
- إيريك فوستر وايت – منتج تسجيل، مهندس صوت، دمج صوتي، برمجة إيقاع، توزيع
- جاسون باكلير – منتج
- جيمي برالور – برمجة إيقاع
- كريستيان لوندين – منتج
- ماكس مارتن – منتج، مهندس صوت، دمج صوتي، برمجة
- بير ماغنوسون – منتج، برمجة
- رامي يعقوب – منتج
- تيم لاثام – مهندس صوت، دمج صوتي
- توم كويني – ماسترينغ

## الشهادات
| الدولة                                                                     | الشهادة                | الوحدات/المبيعات |
| -------------------------------------------------------------------------- | ---------------------- | ---------------- |
| الأرجنتين (CAPIF)                                                          | بلاتينيوم              | 60،000^          |
| أستراليا (ARIA)                                                            | 4× بلاتينيوم           | 280،000^         |
| النمسا (IFPI النمسا)                                                       | بلاتينيوم              | 50،000*          |
| بلجيكا (BEA)                                                               | 3× بلاتينيوم           | 150،000*         |
| البرازيل (Pro-Música Brasil)                                               | ذهبية                  | 250،000          |
| كندا (موسيقى كندا)                                                         | ألماسية                | 1،000،000^       |
| الدنمارك (آي إف بي آي الدنمارك)                                            | 2× بلاتينيوم           | 100،000^         |
| فنلندا (Musiikkituottajat)                                                 | ذهبية                  | 37،865           |
| فرنسا (SNEP)                                                               | 2× بلاتينيوم           | 626،000          |
| ألمانيا (BVMI)                                                             | 3× ذهبية               | 750،000^         |
| اليابان (RIAJ)                                                             | بلاتينيوم              | 200،000^         |
| المكسيك (AMPROFON)                                                         | 2× بلاتينيوم + ذهبية   | 375،000^         |
| هولندا (NVPI)                                                              | 3× بلاتينيوم           | 300،000^         |
| نيوزيلندا (RMNZ)                                                           | 3× بلاتينيوم           | 45،000^          |
| النرويج (IFPI النرويج)                                                     | بلاتينيوم              | 50،000*          |
| بولندا (ZPAV)                                                              | بلاتينيوم              | 100،000*         |
| إسبانيا (PROMUSICAE)                                                       | 3× بلاتينيوم           | 300،000^         |
| كوريا الجنوبية (RIAK)                                                      | 6× بلاتينيوم           | 61،580           |
| السويد (GLF)                                                               | بلاتينيوم              | 80،000^          |
| سويسرا (IFPI سويسرا)                                                       | 2× بلاتينيوم           | 100،000^         |
| المملكة المتحدة (BPI)                                                      | 4× بلاتينيوم           | 1،200،000^       |
| الولايات المتحدة (RIAA)                                                    | 14× بلاتينيوم وألماسية | 14،000،000       |
| خلاصة                                                                      |                        |                  |
| أوروبا (IFPI)                                                              | 4× بلاتينيوم           | 4،000،000*       |
| *أرقام المبيعات تعتمد على الشهادة فقط ^أرقام الوحدات تعتمد على الشهادة فقط |                        |                  |

ملاحظات
- كما في مارس 2015، ...حبيبي مرة أخرى باع ما يفوق الـ10،600،000 نسخة في الولايات المتحدة إعتماداً على نظام نيلسون ساوند سكان، مع 1،600،000 نسخة إضافية بيعت في النوادي الموسيقية. نظام نيلسون لا يحصِ مبيعات الألبومات في النوادي الموسيقية مثل BMG التي أخذت شهرة كبيرة في التسعينات.

## وصلات خارجية
- حبيبي مرة أخرى على موقع أول موفي (الإنجليزية)